# Red One – Alarmstufe Weihnachten
Red One – Alarmstufe Weihnachten (Originaltitel: Red One) ist eine US-amerikanische Abenteuer-Actionkomödie von Regisseur Jake Kasdan, die am 7. November 2024 in die deutschen Kinos kam und acht Tage später auch in den Vereinigten Staaten erschien. In den Hauptrollen verkörpern Dwayne Johnson und Chris Evans zwei Nordpol-Agenten, die sich auf die Suche nach dem entführten Santa Claus begeben.

## Handlung
Callum Drift ist als Leiter der E.L.F.-Abteilung für den Schutz des Weihnachtsmannes und den reibungslosen Ablauf des Weihnachtsabends zuständig. Auch er kann jedoch nicht verhindern, dass am Tag vor Heiligabend der Weihnachtsmann entführt wird. Mithilfe des zynischen Hackers Jack O’Malley, der ohne zu wissen, was er preisgibt, seinem ihm unbekannten Auftraggeber die Koordinaten des Standorts des Weihnachtsmannes verraten hatte, gelang es der Gruppe der Entführer, den Weihnachtsmann aus seinem eigenen Haus zu kidnappen. O’Malleys Mitwirken wird schnell offenbart. Von Drift und der Direktorin Harlow muss er sich erst von der Existenz der mystischen Kreaturen wie dem Weihnachtsmann überzeugen und dann zur Mitwirkung bei dessen Rettung bewegen lassen.
Über einen von O’Malley eingeschleusten Trojaner gelingt es, die Spur der Entführer nach Aruba zu verfolgen. Nach einem Kampf mit angeheuerten Söldnern kann der Mittelsmann dazu gebracht werden, den Namen seiner Auftraggeberin preiszugeben: Es handelt sich um Grýla, die nordische Weihnachtshexe. Im Gegensatz zum Weihnachtsmann verfolgt sie den Ansatz, brav gewesene Kinder nicht durch Geschenke zu belohnen, sondern unartige zu bestrafen. Als unartig betrachtet sie dabei jeden, der auch nur ein einziges Mal unhöflich gewesen ist. Mithilfe der Kräfte des Weihnachtsmannes plant sie, jeden unartigen Menschen der Welt in der Weihnachtsnacht zu bestrafen. Durch das laute Aussprechen ihres Namens aufmerksam geworden, schickt Grýla drei Schneemänner, um Drift und O’Malley aufzuhalten. Diese können die Schneemänner nach einem Kampf indes besiegen.
Grýlas Spur kann nach Deutschland zum Krampus, dem Adoptivbruder des Weihnachtsmannes, zurückverfolgt werden. In dessen Schloss werden Drift und O’Malley gefangengesetzt, da O’Malley versucht hatte, den Krampus zu bestehlen. Der Krampus gibt preis, dass seine ehemalige Geliebte Grýla den ihm einst geschenkten Glaskäfig, eine magische Schneekugel, zurückgefordert hat. Damit ist nun auch klar, wie die Bestrafung der unartigen Menschen aussehen soll: ewige Isolation im Glaskäfig. Krampus will Drift als Strafe für seinen von ihm entfremdeten Bruder nicht gehen lassen; mit List gelingt jedoch die Flucht. Allerdings gelingt es Grýla und ihren Kindern kurz darauf, O’Malley und dessen Sohn Dylan in der Schneekugel gefangen zu setzen.
Drift und Direktorin Harlow erkennen nun, dass sich das Hauptquartier Grýlas noch am Nordpol befinden muss und der Weihnachtsmann nie von dort weggebracht worden ist. Auch O’Malley und sein Sohn befinden sich dort. Nachdem O’Malley sein bisheriges Versagen als Vater und seinen Egoismus erkannt hat, gelingt es beiden, aus der Glaskugel zu fliehen. Kurz bevor Grýla mit dem Weihnachtsmann als Geisel auf dessen Schlitten und den millionenfach vervielfältigten Glaskäfigen zur Reise um die Welt aufbrechen kann, gelingt es O’Malley und den E.L.F.-Agenten, sie aufzuhalten. Beim daran anschließenden Kampf mit ihr in ihrer eigentlichen Gestalt als meterhoher Oger kommen Drift und O’Malley der Krampus und die Rentiere des Weihnachtsmannes zu Hilfe. So gelingt es, Grýla dauerhaft in einen der Glaskäfige zu bannen.
Anschließend kann der Weihnachtsmann mit leichter Verspätung doch noch zu seiner Geschenkereise aufbrechen und weltweit Kinder mit Geschenken beglücken.

## Produktion

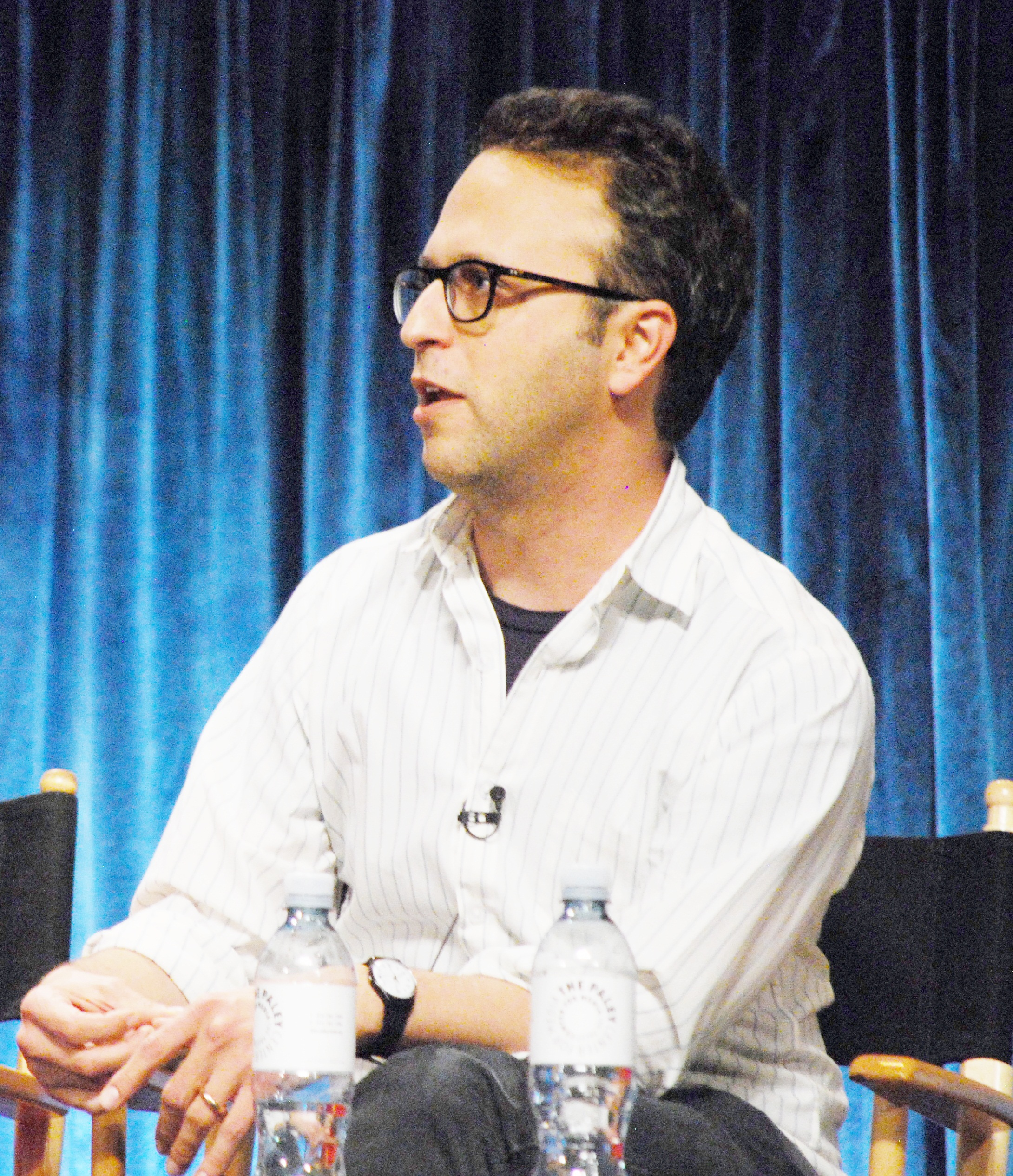
Regisseur Jake Kasdan

Bei der weihnachtlichen Abenteuer-Actionkomödie Red One handelt es sich um eine Co-Produktion zwischen Dwayne Johnsons Produktionsfirma Seven Bucks und den Amazon MGM Studios. Die Idee zum Film, der von Johnson als Mischung aus Jumanji, Das Wunder von Manhattan, Hobbs & Shaw, Harry Potter und Ist das Leben nicht schön? beschrieben wurde, stammt von Produzent Hiram Garcia, während der langjährige Fast-&-Furious-Autor Chris Morgan das Drehbuch schrieb. Als Regisseur wurde Jake Kasdan verpflichtet, der zuvor gemeinsam mit Johnson die beiden Jumanji-Filme verwirklichte. Seitens Amazon wurde Red One dabei als möglicher Auftakt eines ganzen Weihnachtsfranchises betrachtet.
In der Hauptrolle verkörpert Dwayne Johnson den Nordpol-Agenten Callum Drift, wofür er eine Gage von rund 50 Millionen US-Dollar erhielt. Neben ihm sind Chris Evans als Kopfgeldjäger Jack O’Malley, J. K. Simmons als Santa Claus und Bonnie Hunt als dessen Ehefrau zu sehen. Weitere Rollen übernahmen Lucy Liu, Kiernan Shipka, Kristofer Hivju, Nick Kroll, Mary Elizabeth Ellis und Wesley Kimmel.
Erste Filmaufnahmen mit Kameramann Daniel Mindel fanden bereits im August 2022 statt, mussten aufgrund von Verpflichtungen von Hauptdarsteller Dwayne Johnson für seine Young-Rock-Serie und die Bewerbung des Superheldenfilms Black Adam in der Folge aber zweimal nach hinten verschoben werden. Ein Großteil der Dreharbeiten erfolgte so von Mitte Oktober 2022 bis Mitte Februar 2023 in Atlanta. Auch hierbei soll es zu weiteren Produktionsverzögerungen durch Johnson gekommen sein, der zum Teil bis zu acht Stunden verspätet am Filmset eingetroffen sei, während er an anderen Tagen erst gar nicht erschien und stattdessen trainierte. Seine mangelnde Professionalität und die Unerfahrenheit von Produzent Hiram Garcia sollen letztendlich dazu geführt haben, dass Szenen um Johnson herum gedreht werden mussten und das Budget auf bis zu 250 Millionen US-Dollar angestiegen sei. Die Berichte über einen chaotischen Filmdreh wurden seitens Amazon bestritten. Die Filmmusik komponierte Henry Jackman, der zuvor bereits Kasdans Jumanji-Filme vertonte.
Red One sollte ursprünglich bereits rund um Weihnachten 2023 auf Prime Video veröffentlicht werden, erhielt später aber einen US-amerikanischen Kinostart am 15. November 2024. Amazon begründete die einjährige Verschiebung mit dem Streik der Schauspielergewerkschaft SAG-AFTRA im Jahr 2023, während gute Testvorführungen gleichzeitig zu einer Kinoveröffentlichung geführt hätten. Von Brancheninsidern wurde hingegen angemerkt, dass sich das Studio um die chaotischen Zustände der Filmproduktion durchaus bewusst sei, worauf ein striktes Presseembargo nach einer Vorführung von Ausschnitten des Films vor ausgewählten Journalisten auf der CinemaCon 2024 hindeuten würde. Ein erster Trailer wurde am 25. Juni 2024 veröffentlicht; ein zweiter folgte am 22. September. Ein Kinostart in Deutschland erfolgte am 7. November 2024; eine Veröffentlichung in China am Tag darauf. Die deutsche Kinokette Cineplex boykottierte Red One dabei aufgrund des stark verkürzten Kino-Auswertungsfensters. So wurde der Film bereits am 12. Dezember 2024 auf Prime Video veröffentlicht.

## Synchronisation
Die deutschsprachige Synchronisation entstand nach einem Dialogbuch und unter der Dialogregie von Sven Hasper bei Interopa Film.
| Rolle                     | Darsteller           | Synchronsprecher    |
| ------------------------- | -------------------- | ------------------- |
| Callum Drift              | Dwayne Johnson       | Ingo Albrecht       |
| Jack O’Malley             | Chris Evans          | Dennis Schmidt-Foß  |
| Direktorin Zoe Harlow     | Lucy Liu             | Melanie Hinze       |
| Nick, der Weihnachtsmann  | J. K. Simmons        | Oliver Stritzel     |
| Mrs. Claus                | Bonnie Hunt          | Madeleine Stolze    |
| Grýla, die Weihnachtshexe | Kiernan Shipka       | Alice Bauer         |
| Oger-Grýla                | Morla Gorrondona     | Britta Steffenhagen |
| Krampus                   | Kristofer Hivju      | Axel Lutter         |
| Ted                       | Nick Kroll           | Martin Kautz        |
| Olivia                    | Mary Elizabeth Ellis | Ann Vielhaben       |
| Dylan                     | Wesley Kimmel        | Toni Wegewitz       |
| Agent Garcia              | Reinaldo Faberlle    | Tilo Schmitz        |
| Onkel Rick                | Marc Evan Jackson    | Peter Flechtner     |

## Rezeption

### Altersfreigabe
In den Vereinigten Staaten erhielt Red One von der MPA aufgrund der Action, etwas Gewalt und der Sprache ein PG-13-Rating. In Deutschland vergab die FSK eine äquivalente Freigabe ab 12 Jahren. In der Freigabebegründung heißt es, die turbulente Geschichte sei geradlinig und mit klarer Gut-Böse-Zeichnung erzählt und weise in phantastischem Rahmen zahlreiche genretypische Motive auf. So würden die oft sehr gewalthaltigen Action- und Spannungsszenen immer wieder von teils slapstickartigem Humor gebrochen werden, während ruhige Passagen regelmäßig für Entlastung nach dramatischen Momenten sorgen würden. Das realitätsfern-märchenhafte Setting und die positive Grundhaltung böten zudem ausreichende Distanzierungsmöglichkeiten.

### Kritiken
Red One – Alarmstufe Weihnachten konnte 30 % der 180 bei Rotten Tomatoes gelisteten Kritiker überzeugen und erhielt dabei eine durchschnittliche Bewertung von 4,4 Punkten. Als zusammenfassendes Fazit zieht die Seite, das wilde Action-Abenteuer sei zwar in eine schicke Verpackung eingehüllt, komme aber ohne jeden Weihnachtszauber daher. Bei Metacritic erreichte der Film basierend auf 35 Rezensionen einen Metascore von 34 von 100 möglichen Punkten.
Als fröhlich-zynische Reminiszenz an Kinderkomödien der 1980er Jahre wird Red One – Alarmstufe Weihnachten von Amy Nicholson in ihrer Filmkritik für die Washington Post bezeichnet. Der „zuckersüße Weihnachtsgenuss“ vereine dabei visuelle Gangs mit cleveren Ideen und einer erfrischenden Lockerheit, auch wenn die Optik ein Durcheinander sei und von kitschig bis billig reiche. Auch Glenn Garner von Deadline attestiert Red One einen Kitschfaktor, doch genau durch diesen werde der Film erst so gut. Natürlich sei die Suche nach der wahren Bedeutung von Weihnachten ein veraltetes Motiv, doch der familienfreundliche Weihnachtsspaß werde von Regisseur Jake Kasdan mit einer großzügigen Dosis selbstbewusster Absurdität vermischt. Red One richte sich dabei in erster Linie an Kinder, halte aber auch einige Witze für Erwachsene parat und biete so eine erfrischende Neuinterpretation der Weihnachtsgeschichte.
Deutlich kritischer zeigt sich Brandon Yu von der New York Times, für den Red One ein bisschen zu teuer und passabel sei, um als so schlecht zu gelten, dass es schon wieder Spaß mache. Der Film habe zwar den Mut zu fragen, was passiere, wenn die Geschichte des Weihnachtsmannes wie ein Marvel-Film wäre, präsentiere dabei aber nur langweilige, aufpolierte Albernheiten ohne jeglichen Sinn für Ironie oder Sentimentalität. Ein Großteil des Spaßes bestehe dabei einzig aus sich wiederholenden Wortspielen mit Weihnachtsklischees des typischen Buddy-Duos bestehend aus Chris Evans und Dwayne Johnson, sodass Red One zu einem ungeheuerlich kommerziellen Schund verkomme.
Ein enttäuschtes Fazit zieht auch Owen Gleiberman in seiner Filmkritik Variety, wo er Red One als generischen „Weihnachtsfilm ohne Weihnachtsstimmung“ bezeichnet. Die reizlose Mischung aus mühsamer Action, kitschigem Weihnachtsmärchen, Buddy-Komödie und Familienfilm wolle es jedem Recht machen, sei so aber nur überladen und aufgeblasen. Daneben bemängelt Gleiberman ebenso die visuellen Effekte sowie die zumeist unlustigen Witze. Auch Peter Bradshaw vom Guardian kommt zu dem Schluss, dass in Red One jegliche Komik erstickt werde. Die zutiefst deprimierende und langweilig-sentimentale Film sei stattdessen in erster Linie ein enttäuschender Appell für den kapitalistischen Konsum an Weihnachten.

### Einspielergebnis
Am Startwochenende erreichte Red One in den Vereinigten Staaten mit Einnahmen in Höhe von 34 Millionen US-Dollar die Spitzenposition der Kino-Charts, blieb aber leicht hinter den Einspielprognosen zurück. In Deutschland musste sich die Actionkomödie hingegen den Filmen Venom: The Last Dance und Alter weißer Mann geschlagen geben, übertraf mit rund 130.000 verkauften Eintrittskarten in weniger als 350 Kinos aber die Erwartungen. Insgesamt verzeichnete der Film in Deutschland 626.704 Kinobesucher. Mit weltweiten Einnahmen in Höhe von 185,9 Millionen US-Dollar gilt Red One angesichts seines hohen Budgets als finanzieller Misserfolg an den Kinokassen. Nach seiner Veröffentlichung auf Prime Video verzeichnete die Actionkomödie hingegen über 50 Millionen Abrufe binnen vier Tagen, womit Red One zur erfolgreichsten Filmveröffentlichung des Streamingdienstes wurde.

### Auszeichnungen
Hollywood Music in Media Awards 2024
- Nominierung für die Beste Filmmusik in einem Science-Fiction- oder Fantasyfilm (Henry Jackman)[37]

NAACP Image Awards 2025
- Nominierung als Bestes Stuntensemble[38]